# Långskär, Eckerö
Långskär är en halvö i byn Björnhuvud i södra Eckerö på Åland. Långskär omges till öster av Söderbyfjärden och till väster av Torpfjärden.